# Resultatopgørelse
Resultatopgørelsen er den del af regnskabet, som viser, hvordan den enkelte regnskabsperiode er gået. Resultatet opgøres som forskellen mellem omsætning og omkostninger, og resultatet forklarer ændringen i egenkapitalen.

## Opdeling af resultatopgørelsen
Resultatopgørelsen opdeles i flere led, hvor de enkelte poster har forskellig stabilitet fra år til år og kan være relateret til fx aktivitet og renteniveau. I praksis opstilles regnskabet ofte som det ses i tabellen til højre.